# Dekanat Adamów
Dekanat Adamów – jeden z 25 dekanatów w rzymskokatolickiej diecezji siedleckiej.

## Parafie
W skład dekanatu wchodzi 8 parafii.
- Adamów - parafia Podwyższenia Krzyża Świętego
- Jeziorzany - parafia Trójcy Świętej
- Poizdów - parafia Narodzenia św. Jana Chrzciciela
- Radoryż Kościelny - parafia MB Częstochowskiej
- Serokomla - parafia św. Stanisława
- Szczałb - parafia Jezusa Chrystusa Ukrzyżowanego
- Wojcieszków - parafia Najświętszego Serca Pana Jezusa
- Wola Gułowska - parafia Nawiedzenia NMP; Sanktuarium Maryjne

Według danych zgromadzonych przez Kurię Diecezji Siedleckiej dekanat liczy 24119 wiernych.

## Sąsiednie dekanaty
Lubartów (archidiec. lubelska), Łuków II, Michów (archidiec. lubelska), Radzyń Podlaski, Ryki, Żelechów